# Kroyeria longicauda
Kroyeria longicauda är en kräftdjursart som beskrevs av R. Cressey 1970. Kroyeria longicauda ingår i släktet Kroyeria och familjen Kroyeriidae. Inga underarter finns listade i Catalogue of Life.